# Tarzan Cooper
Charles T. „Tarzan“ Cooper (* 30. August 1907 in Newark, Delaware; † 19. Dezember 1980 in Philadelphia, Pennsylvania) war ein US-amerikanischer Basketballspieler. Der 1,93 m große Cooper spielte zwölf Jahre (1929–1941) für die New York Renaissance und galt als einer der besten Center der 1930er Jahre.
Cooper wurde 1977 in die Naismith Memorial Basketball Hall of Fame aufgenommen.